# Bathymysis
Bathymysis är ett släkte av kräftdjur. Bathymysis ingår i familjen Mysidae.
Kladogram enligt Catalogue of Life:
| Bathymysis | \| \| Bathymysis distincta \| \| \| \| \| \| Bathymysis helgae \| \| \| \| |
|            | \| \| Bathymysis distincta \| \| \| \| \| \| Bathymysis helgae \| \| \| \| |
|            | Bathymysis distincta                                                       |
|            |                                                                            |
|            | Bathymysis helgae                                                          |
|            |                                                                            |